# Stephen Rallis

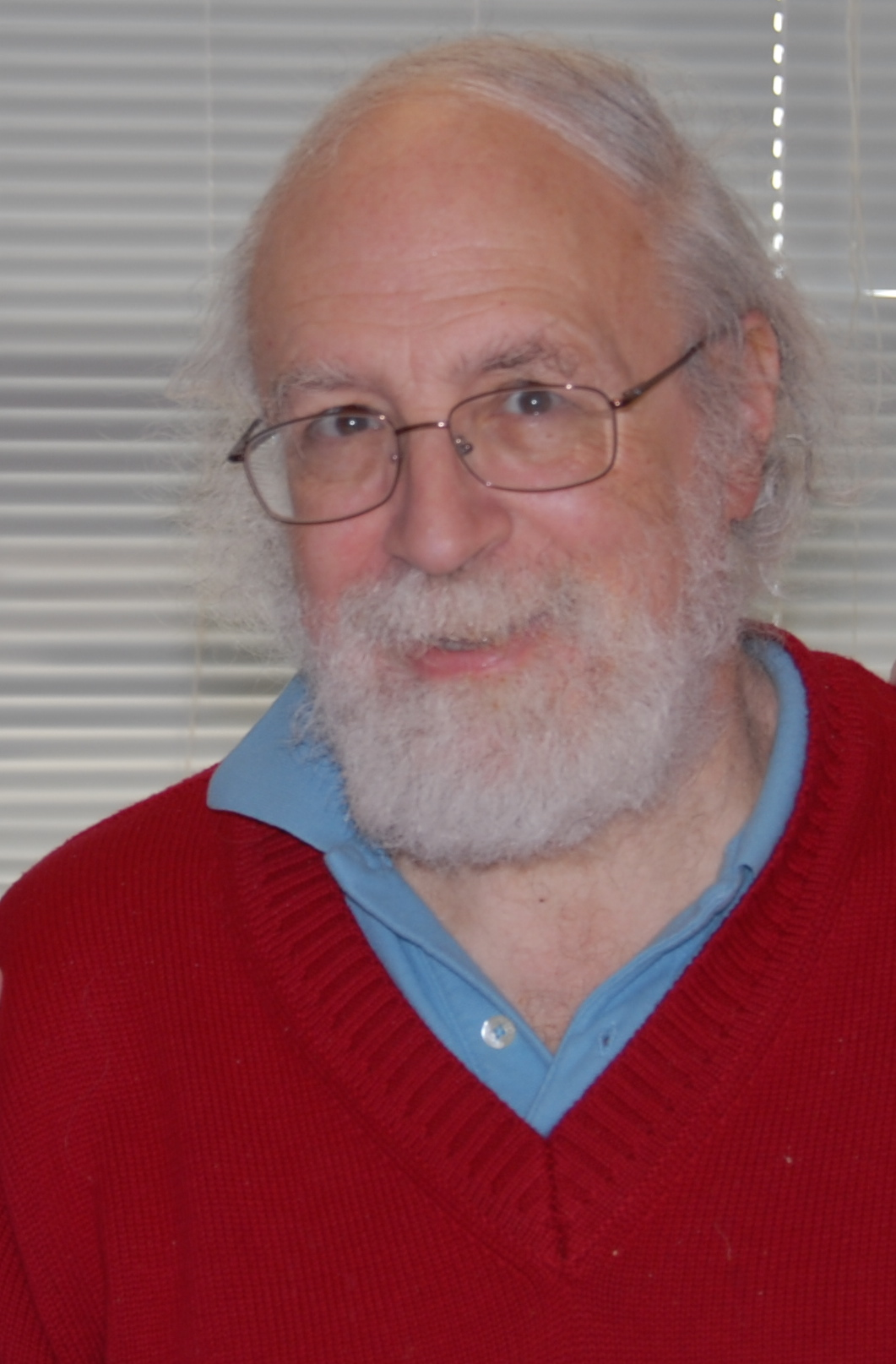
Stephen Rallis, 2007

Stephen James Rallis (* 17. Mai 1942 in Bennington; † 17. April 2012 in Columbus) war ein US-amerikanischer Mathematiker, der sich mit dem Langlands-Programm im Schnittfeld von Darstellungstheorie, automorphen Formen und Zahlentheorie befasste.

## Leben
Stephen Rallis studierte Mathematik an der Harvard University mit dem Bachelor-Abschluss 1964 und wurde 1968 am Massachusetts Institute of Technology bei Bertram Kostant promoviert (Orbits and Representations Associated with Symmetric Spaces). Als Post-Doktorand war er 1968 bis 1970 am Institute for Advanced Study (wie auch 1984 und 2001) und danach an der State University of New York at Stony Brook in Texas, an der University of Notre Dame, in Straßburg (bei Gerard Schiffmann) und in Princeton. 1977 wurde er Assistant Professor an der Ohio State University, 1979 Associate Professor und 1984 Professor. 2007 wurde er emeritiert.
1990 war er eingeladener Sprecher auf dem Internationalen Mathematikerkongress in Kyoto (Poles of standard L functions).
1970 heiratete er die promovierte Astronomin Michele Kaufman.

## Schriften
Bücher:
- L-functions and the oscillator representation, Lecture notes in mathematics 1245, Springer 1987
- mit Stephen Gelbart, Ilja Pjatetskij-Shapiro: Explicit constructions of automorphic L-functions, Lecture notes in mathematics 1254, Springer 1987
- mit Gelbart, Piatetski-Shapiro: L-functions for the orthogonal groups, Memoirs AMS 1997
- mit David Ginzburg, David Soudry:The descent map from automorphic representations of GL(n) to classical groups, 2011

Aufsätze:
- mit G. Schiffmann: Discrete spectrum of the Weil representation, Bulletin AMS, Band 2, 1977, S. 267–270.
- Langlands’ functoriality and the Weil representation, Amer.J.Math., Band 104, 1982, S. 469–515.
- On the Howe duality conjecture. Compositio Math., Band 51, 1984, 333–399.
- mit Stephen Kudla: On the Weil-Siegel formula, J. Reine Angew. Math., Band 387, 1988, S. 1–68.
- mit Ilja Pjatetskij-Shapiro: A new way to get Euler products, J.Reine Angew. Math., Band 392, 1988, S. 110–124.
- mit Ilja Pjatetskij-Shapiro, Gerard Schiffmann: Rankin-Selberg integrals for the group {\displaystyle G_{2}}, Amer. J. Math., Band 114, 1992, S. 1269–1315.
- mit Stephen Kudla: A regularized Siegel-Weil formula: the first term identity, Annals of Mathematics, Band 140, 1994, S. 1–80.
- mit Hervé Jacquet: Uniqueness of linear periods, Compositio Math., Band 387, 1996, S. 65–123.
- mit David Ginzburg, David Soudry: A tower of theta correspondences for {\displaystyle G_{2}}, Duke Math. J., Band 88, 1997, S. 537–624.
- mit David Ginzburg, David Soudry: On explicit lifts of cusp forms from GL(m) to classical groups, Annals of Mathematics, Band 150, 1999, S. 807–866.
- mit Erez Lapid: On the nonnegativity of L(1/2,{\displaystyle \pi }) for SO (2n+1), Annals of Mathematics, Band 157, 2003, S. 891–917.
- mit Avraham Aizenbud, Dmitry Gourevitch, Gerard Schiffmann: Multiplicity one theorems. Annals of Mathematics, Band 172, 2010, S. 1407–1434.